# Lucius Livius Andronicus
Livius Andronicus (Gr.: Ἀνδρόνικος, ca. 280 v.Chr. te Tarentum — ca. 200 v.Chr. te Rome?) was een Romeins schrijver van Griekse afkomst. Hij wordt door de antieke auteurs beschouwd als de grondlegger van de Latijnse literatuur.

## Biografische gegevens
Livius Andronicus werd omstreeks 280 v. Chr. geboren te Tarentum, een oude Spartaanse kolonie in Magna Graecia. Nadat deze stad in 272 v. Chr. als laatste van de Griekse gebieden op het Italische schiereiland in Romeinse handen was gevallen, werd Livius Andronicus als slaaf naar Rome gevoerd, alwaar hij bij de senator Lucius Livius (wiens naam hij bij zijn vrijlating aannam) in dienst trad als pedagoog. Livius Andronicus was daarnaast werkzaam als acteur en toneelschrijver. In 240 v. Chr., kort na de Romeinse overwinning op Carthago in de Eerste Punische Oorlog, werden op de Ludi Romani (Romeinse Spelen) twee door hem vanuit het Grieks naar het Latijn vertaalde toneelstukken opgevoerd. Deze opvoering moet echter een grote indruk hebben achtergelaten. Zij kan worden gezien als het begin van de Latijnse toneeltraditie, en latere auteurs als Cicero, Livius en Quintilianus stellen zelfs dat deze opvoering het beginpunt vormt van de gehele Latijnse literatuur. Hoewel de oorsprong van de Latijnse literatuur zeker gezocht moet worden vóór het jaar 240 v. Chr., staat het vast dat Livius Andronicus grote invloed heeft uitgeoefend op de Latijnse literatuur in het algemeen, en op de Latijnse toneeltraditie in het bijzonder. Latere auteurs dichten ook het begin van de Latijnse lyriek toe aan Livius Andronicus: in 207 v. Chr. voerde hij met drie meisjeskoren een carmen uit, een processielied voor de godin Juno, dat het eerste lyrische gedicht in de Latijnse taal was. Als dankbetuiging voor de goede uitwerking van deze verzoeningshymne werd het Collegium scribarum histrionumque (Gilde van toneelschrijvers en -spelers) opgericht, een gilde dat onder bescherming stond van Minerva Aventina. Livius Andronicus overleed omstreeks 200 v. Chr, vermoedelijk te Rome.

## Werken
Livius Andronicus was actief in verschillende genres. Hij schreef tragedies, komedies, gezangen (carmina) en een epos. Van zijn komedies en gezangen hebben wij vrijwel niets over, van het overige werk alleen brokstukken.

### Tragedies
Van de tragedies van Livius Andronicus kennen wij een achttal titels en bezitten wij ongeveer 40 tekstfragmenten. De tragedies Aiax mastigophorus (‘Ajax de zweepdrager’), Achilles, Equos Troianus (‘Het Trojaanse paard’) en Hermiona speelden alle rond de verovering van Troje door de Grieken. Aegisthus was mogelijk gebaseerd op Agamemnon of Choêphoroi van de Griekse tragediedichter Aischylos. Danae en Andromeda vertoonden episodes rond de held Perseus. Tereus ging over de gelijknamige koning van Thracië, die verliefd werd op de zus van zijn vrouw.

### DeOdusia
Een bijzondere plaats binnen de vroege Latijnse literatuur wordt ingenomen door de Odusia, een vertaling naar het Latijn van Homerus' Odyssee. Deze vertaling, opgesteld in de oud-Italische Saturnische versmaat, geldt als het eerste Latijnstalige epos. Interessant is de manier waarop Livius het werk van zijn Griekse voorganger vertaalt. Uit het overgeleverde werk kan worden opgemaakt dat de verzen die zijn overgeleverd in de meeste gevallen nauwgezet Homerus volgen, en dat de dichter op sommige plaatsen innovatief te werk moet gaan om bepaalde Griekse woorden, die geen Latijns equivalent hadden, te 'latiniseren'. Beide punten zijn in onderstaand voorbeeld, de openingsverzen van zijn werk, goed zichtbaar.
Virum mihi, Camena, insece versutum... 

'Vertel mij, Camena, van de wendbare/listige man...'
Vergelijk de openingswoorden van Homerus' Odyssee:
Ἄνδρα μοι ἔννεπε, Μοῦσα, πολύτροπον... 

'Vertel mij, Muze, van de wendbare/vindingrijke man...'
Ten eerste valt op dat Livius Andronicus de woordvolgorde van Homeros' openingswoorden zeer nauwgezet overneemt. Er zijn twee grote verschillen tussen beide versies te duiden. Ten eerste de plaatsing van de imperatief, die in het Grieks ('ἔννεπε') voor de apostrofe (aanspreking van een persoon/voorwerp) wordt geplaatst en in het Latijn ('insece ') na de aanspreking. Ten tweede valt op dat Livius Andronicus niet kiest voor het Romeinse woord 'Musa', het Romeinse equivalent van het Griekse 'Μοῦσα', maar voor 'Camena', waarmee oorspronkelijk een Romeinse bronnimf en profetes werd bedoeld en wier meervoud 'Camenae' later gelijk werden gesteld aan de Griekse Muzen. Hieruit kan zeer waarschijnlijk worden opgemaakt dat een merendeel van de Romeinen uit de derde eeuw voor Christus nog niet vertrouwd genoeg is geweest met de Griekse Muzen, waardoor de dichter een bekender, Romeins equivalent moet hebben gebruikt. 
Interessant is dat Livius een oplossing moest vinden voor het Griekse woord 'πολύτροπον', waarvoor nog geen Romeins equivalent voorhanden was. Zeer interessant is dat hij de duale betekenis van het Griekse woord 'πολύτροπον', wat zowel vertaald kan worden met 'wendbaar' als met 'vindingrijk', op een perfecte manier in het Latijn heeft weten te weergeven met het Latijnse woord 'versutum', wat van het werkwoord 'vertere'/'versare' afkomstig is en wat dezelfde dualiteit in de Latijnse taal heeft.

## Doorwerking (receptie)
Livius Andronicus wordt door latere auteurs als Cicero en Livius gezien als de grondlegger van de Latijnse literatuur: dankzij zijn literaire activiteiten worden de jaren 240 en 207 v. Chr. respectievelijk gezien als beginjaar van het Latijnse drama (en Romeinse literatuur in het algemeen) en als beginjaar van de Latijnse lyriek.
Over Livius Andronicus' tragedies is Cicero later echter niet zeer positief: hij schrijft dat Andronicus' tragedies het niet waard zijn meerdere malen te worden gelezen.
De Odissia is tot aan de publicatie van de Aeneis van Vergilius in het jaar 19 v.Chr op de oude scholen een van de meestgelezen Latijnstalige werken gebleven.